# Juan Mondiola (película)
Juan Mondiola  es una película en blanco y negro de Argentina dirigida por Manuel Romero sobre el guion de Alejandro Verbitsky y Emilio Villalba Welsh que se estrenó el 5 de septiembre de 1950 y que tuvo como protagonistas a Juan José Míguez, Elina Colomer y Laura Hidalgo.
El Juan Mondiola que representa Míguez en el filme es un personaje popular –caracterizado como un Don Juan de barrio- creado por Juan Bavio Esquiú (que también utilizó ese nombre como seudónimo) y dibujado por Pedro Seguí, que se publicó en laspeñi revistas Rico Tipo y Avivato.

## Sinopsis
Una mujer y un billete premiado arrastran al centro a un muchacho de barrio.

## Reparto
- Juan José Míguez
- Elina Colomer
- Laura Hidalgo
- Rodolfo Onetto
- Juan José Porta
- Pedro Pompilio
- Mauricio Espósito
- Pilar Gómez
- Fernando Siro

## Comentarios
Tanto la crónica de Noticias Gráficas como la de la revista Set señalan la eficaz actuación de Juan José Míguez.